# Slottermolen
De Slottermolen is een voormalige watermolen in Grubbenvorst, en een van de 51 (voormalige) watermolens in de Nederlandse provincie Limburg.
De Slottermolen is een voormalige middenslag-watermolen en ligt aan de molenvijver die onder de molen door in verbinding staat met de Everlose Beek.
De molen is gebouwd in 1849, maar het molengedeelte stamt uit 14de eeuw. In 1966 is de molen tot woonhuis verbouwd. Tegenwoordig wekt de molen elektriciteit op.